# New Albin (Iowa)
New Albin est une ville du comté d'Allamakee, en Iowa, aux États-Unis. Elle est fondée en 1872 peu après la construction de la ligne de chemin de fer Chicago, Dubuque and Minnesota Railroad,. La ville porte le nom du fils d'un investisseur de la ligne ferroviaire, J.A. Rhomberg.